# ألكساندر سوفوروف
ألكساندر سوفوروف (بالرومانية: Alexandru Suvorov)‏ (مواليد 2 فبراير 1987 في كيشيناو - مولدوفا) لاعب كرة قدم مولدافي يلعب حاليا لصالح نادي كراكوفيا البولندي منذ 2010 في مركز المهاجم كما يجيد اللعب في مركز الوسط المدافع .

## روابط خارجية
- ألكساندر سوفوروف على موقع الاتحاد الدولي (مؤرشف)  (الإنجليزية)
- ألكساندر سوفوروف على موقع الاتحاد الأوربي (الإنجليزية)
- ألكساندر سوفوروف على موقع قاعدة بيانات كرة القدم.إي يو (الإنجليزية)
- ألكساندر سوفوروف على موقع ناشيونال فوتبول تيمز (الإنجليزية)
- ألكساندر سوفوروف على موقع Soccerway.com (الإنجليزية)
- ألكساندر سوفوروف على موقع عالم كرة القدم.نت (الإنجليزية)
- ألكساندر سوفوروف على موقع كووورة